# Dům Maribor
Dům Maribor je kancelářský a bytový dům na Bubenském nábřeží, č. p. 861/9, 170 00 v Holešovicích, Praha 7 postavený ve stylu pozdní secese s prvky moderny podnikatelstvím stavitele Matěje Blechy podle návrhu architekta Emila Králíčka. Secesní dekor a reliéfy od Antonína Waiganta. Dům byl pojmenován podle slovinského města Maribor, kde se v místní české komunitě narodil zadavatel stavby, podnikatel Jindřich Vaněk.

## Historie
Reprezentativní dům spolu s průmyslovým areálem nechal postavit v Praze usazený obchodník Jindřich Vaněk, majitel prosperujícího obchodu se semeny a osivem Semenářství Jindřich Vaněk sídlící v domě U Zlaté husy na Václavském náměstí. Zakoupil pozemek na Bubenském nábřeží v pražských Holešovicích, který zabíral několik parcel.
Stavbu ve stylu art deco a objekty v areálu navrhl architekt Emil Králíček, stavební práce provedl pražský stavitel Matěj Blecha. Fasáda budovy nese štukový nápis SEMENÁŘSTVÍ JINDŘ. VANĚK. Na severní straně pozemku orientovaného do tehdejší Bezejmenné ulice (U Topírny) byla vystavěna několikapatrová budova skladů, díky níž pojal závod obsah až 200 železničních vagónů materiálu.
V době největšího rozmachu Vaňkovy firmy pracovalo v holešovickém provozu na 50 zaměstnanců, dohromady měl podnik 120 pracovníků.

### Po roce 1948
Po převzetí moci ve státě komunistickou stranou v Československu v únoru 1948 byla rodinná firma znárodněna a Vaňkovi přišli o většinu svého podnikatelského i soukromého majetku. Jindřich Vaněk situaci psychicky neunesl a 15. března se doma otrávil plynem.
Po společenských změnách po sametové revoluci roku 1989 byl dům a areál závodu navrácen dědicům Jindřicha Vaňka, kteří zde navázali na někdejší semenářskou obchodní tradici.

## Architektura stavby
Šestipodlažní dům je vystavěn ve stylu art deco. V přízemí se nachází prostory prodejny, ve vyšších patrech byly umístěny kanceláře sídla firmy a bytové prostory, kde rodina Jindřicha Vaňka žila. Budově dominuje centrální portál s balkonem v prvním patře, fasáda a římsy jsou vyzdobeny art decovými štukovými maskarony s prvky babylonské architektury.
Králíček a Blecha realizovali roku 1910 přestavbu domu u Zlaté husy, kde sídlil také Vaňkův obchod, lze zde tedy hledat vazbu mezi výběrem právě těchto autorů pro Dům Maribor.